# Zgromadzenie Sióstr Maryi Niepokalanej

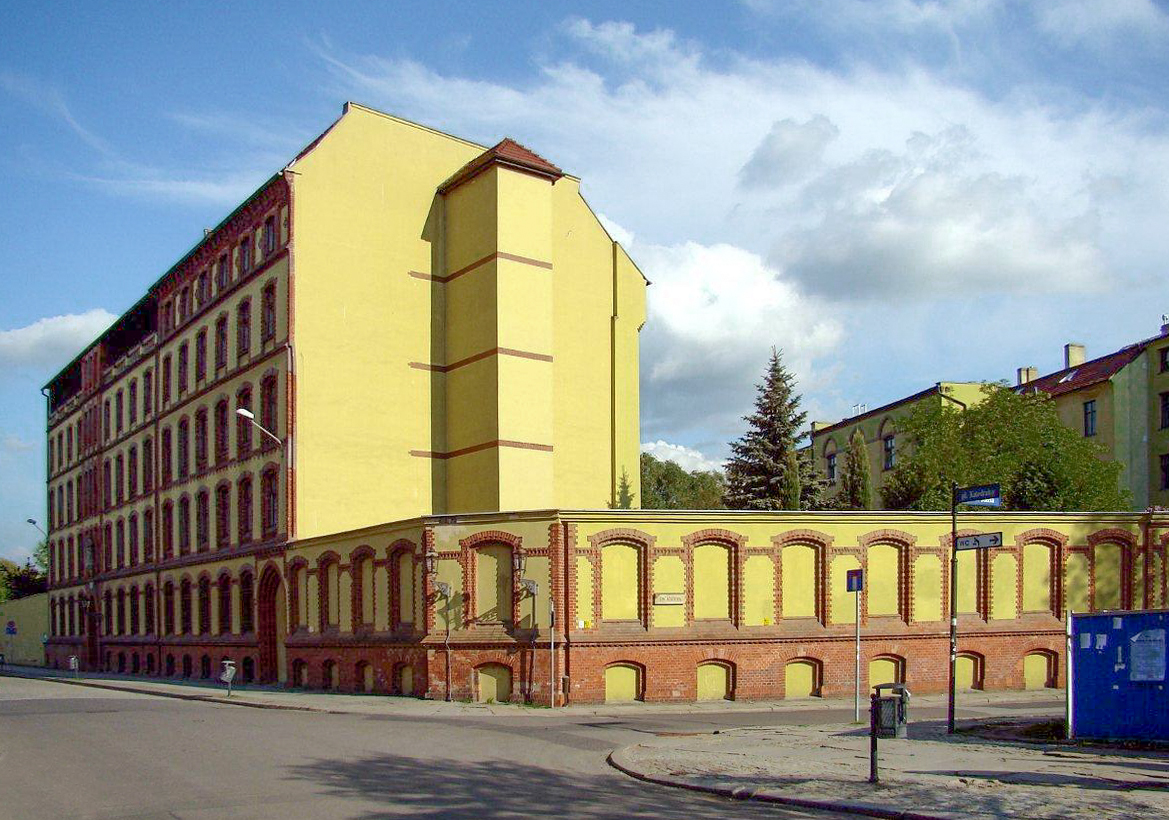
Główna siedziba prowincji wrocławskiej marianek

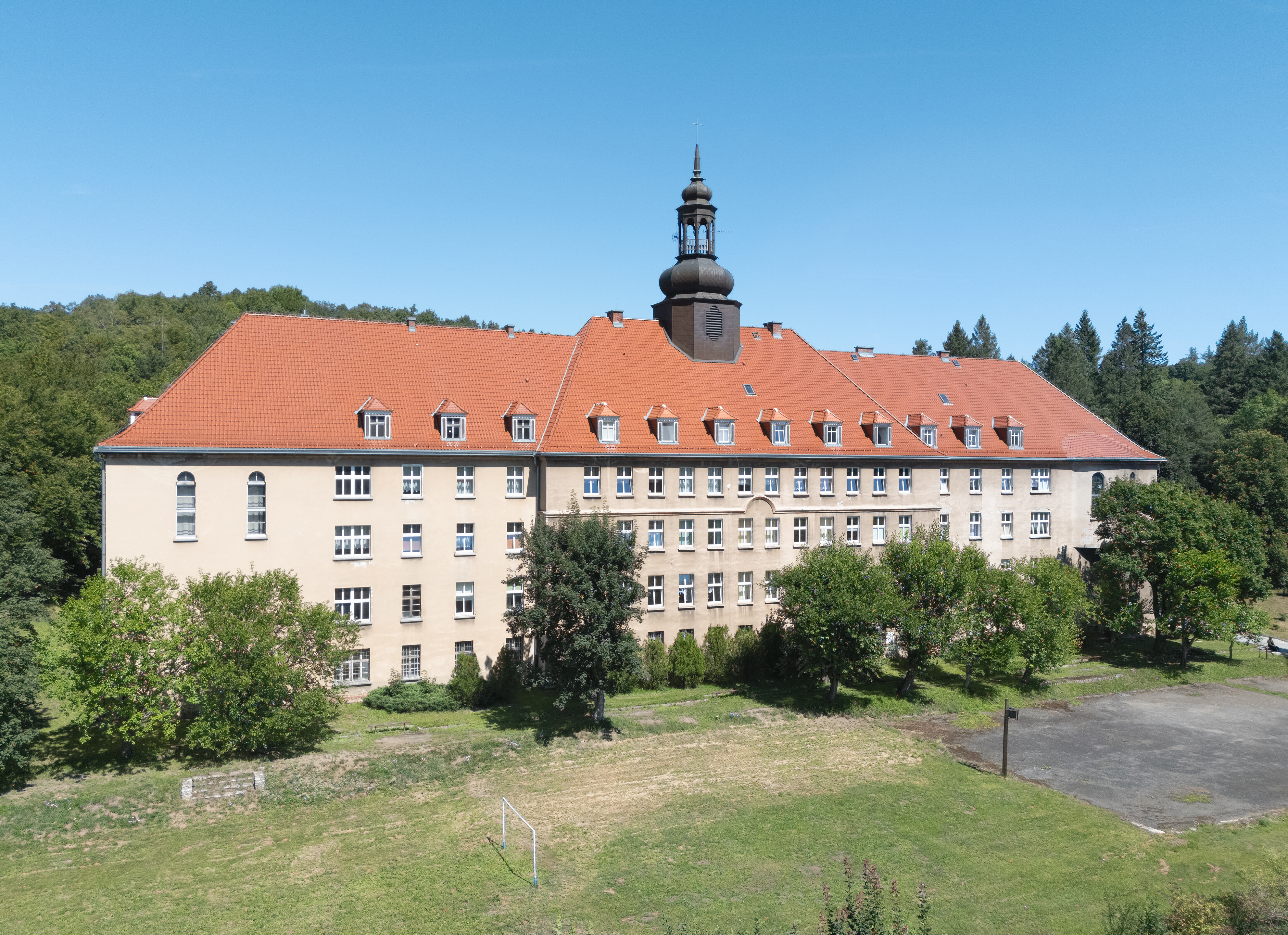
Dom rekolekcyjny marianek w Bardzie

Zgromadzenie Sióstr Maryi Niepokalanej, marianki – żeńskie zgromadzenie zakonne.
Żeńskie zgromadzenie zakonne założone we Wrocławiu przez księdza Johanna Schneidera w 1854 r., a zatwierdzone przez papieża w 1897 r.
Jego celem początkowo była opieka nad ubogimi kobietami i zapobieganie prostytucji, a następnie rozszerzono cele zakonu także na opiekę nad osobami starszymi i chorymi, bezdomnymi, a także na edukację młodzieży. W 2014 r. zgromadzenie miało prowincję niemiecką (berlińską) oraz trzy polskie prowincje: wrocławską, katowicką i branicką. Posiada także placówki w Rzymie, gdzie znajduje się zarząd generalny zgromadzenia, we Francji i w Tanzanii. Mniejsze placówki są na Filipinach i Ukrainie.